# Těmice (ort i Tjeckien, Södra Mähren)
Těmice är en ort i Tjeckien.   Den ligger i regionen Södra Mähren, i den sydöstra delen av landet, 240 km sydost om huvudstaden Prag. Těmice ligger 207 meter över havet och antalet invånare är 861.
Terrängen runt Těmice är platt åt sydost, men åt nordväst är den kuperad. Runt Těmice är det tätbefolkat, med 257 invånare per kvadratkilometer. Närmaste större samhälle är Uherské Hradiště, 16,1 km nordost om Těmice. Trakten runt Těmice består till största delen av jordbruksmark.